# The Rambler (1848-1862)
The Rambler fu un periodico cattolico di stampo liberale fondato da convertiti dall'anglicanesimo al cattolicesimo e associato ai nomi di Lord Acton, di Richard Simpson e, per un breve periodo, di John Henry Newman.

## Storia editoriale
Il The Rambler rappresentava un movimento di opposizione all'ultramontanismo di William George Ward e del cardinale e arcivescovo di Westminster Henry Edward Manning. Alla fine, tale posizione portò ad una frizione sempre più crescente con i membri della nuova gerarchia ristabilita in Inghilterra. Il The Rambler, il cui primo numero uscì il 1º gennaio 1848, per terminare poi le sue pubblicazioni nel maggio 1862, era in origine un periodico settimanale. Il suo scopo, in base al suo numero finale, era quello
(Thurston, p. 637, §2)
Prima della fine dell'anno, il periodico ebbe così successo che fu deciso di incrementare la dimensione e di pubblicarlo mensilmente. Continuò ad essere pubblicato in serie mensili dal 1º settembre al 1º febbraio 1859. Dal maggio 1859, una versione leggermente più grande fu pubblicata ogni due mesi. L'ultimo numero fu pubblicato nel 1862, e un giornale trimestrale, The Home and Foreign Review, sotto lo stesso team editoriale, apparve al suo posto nel luglio di quell'anno. Questi divenne uno dei più illustri periodici dei suoi giorni, e fu elogiato da Matthew Arnold.
Direttori
Sir John Acton (più tardi lord) fu il principale proprietario del The Rambler. Il convertito Richard Simpson iniziò a scrivere per esso nel 1850, e nel 1856 divenne assistente direttore. Nel 1858, Simpson divenne editore e proprietario. Entrò in conflitto con coloro che disapprovavano che un laico scirvesse di teologia e per via delle sue idee liberali fu forzato a rassegnare le dimissioni nel 1859, venendo rimpiazzato brevemente da Newman, e poi nuovamente da Acton.